# ピアノ三重奏曲第3番 (シューマン)
ピアノ三重奏曲第3番 ト短調 作品110は、ロベルト・シューマンが作曲した最後のピアノ三重奏曲で、番号が与えられた3作目にあたる。
作曲が行われたのは1851年10月で、シューマンは10月2日の家計簿 (Haushaltbücher) に「三重奏曲の着想」と記し、9日に「三重奏曲の終楽章がおおかた書き終わった」と記している。シューマンが家族とともにデュッセルドルフに移って2年目のこの時期は多産で、直前にヴァイオリンソナタ第1番が、直後に第2番が作曲されている。数度の私的演奏を経て、初演は1852年3月21日にライプツィヒのゲヴァントハウスで、クララ・シューマンのピアノとフェルディナンド・ダヴィッドのヴァイオリン、アンドレアス・グラバウ (Andreas Grabau) のチェロによって行われた。同年にブライトコプフ・ウント・ヘルテルから出版され、ニルス・ゲーゼに献呈されている。
ほかの晩年の室内楽とともにシューマンの創造力の減退を示すものとされることもあるが、活力と深い感情をそなえた作品であり、全体の構成にも注意が払われている。試演を行ったクララ・シューマンは、「独創的で、どこをとっても情熱に満ちている」(Es ist originell, durch und durch voller Leidenschaft) と日記に記した。

## 楽曲
全4楽章からなり、演奏時間は27分程度。
ソナタ形式の第一楽章は、装飾的な音型をヴァイオリンとチェロが受け渡しあう第一主題と、柔らかな第二主題を扱う。展開部に現れるフーガ風の部分は、クララ・シューマンが作曲したやはりト短調のピアノ三重奏曲を意識したとも考えられる。変ホ長調の第2楽章はヴァイオリンとチェロによる、ロマンティックでワルツ風のデュエットで始まるが、中央の部分はテンポを上げ、暗く劇的な雰囲気が訪れる。ハ短調のスケルツォは、抒情的に歌うハ長調のものと行進曲風の変イ長調のもの、2つのトリオを持つ。明るくくつろいだト長調のフィナーレでは、第3楽章のトリオ群の素材がともに回帰する。
1. 動いて、しかし急ぎすぎずに（Bewegt, doch nicht zu rasch）
2. とてもゆるやかに（Ziemlich langsam）
3. 急速に（Rasch）
4. 力強く、フモールをもって（Kräftig, mit Humor）